# Calliste à sourcils clairs
Tangara callophrys
Pour les articles homonymes, voir Calliste à ventre bleu (homonymie).
Espèce
Statut de conservation UICN

 LC  : Préoccupation mineure
Le Calliste à sourcils clairs (Tangara callophrys), également appelé Calliste à ventre bleu ou Tangara à croupion opale, est une espèce de passereaux de la famille des Thraupidae.

## Répartition
Cet oiseau vit dans l'ouest de l'Amazonie: sud de la Colombie, est de l'Équateur et du Pérou, nord-ouest de la Bolivie,  État d'Acre et sud-ouest d'Amazonas.

## Habitat
Son habitat naturel est la forêt humide des plaines subtropicales ou tropicales.